# 焦店镇
焦店镇，是中华人民共和国河南省平顶山市新华区下辖的一个乡镇级行政单位。

## 行政区划
焦店镇下辖以下地区：
焦店村、刘沟村、辛庄村、西果店村、东果店村、余沟村、张庄村、龙门口村、郏山阳村、场房村、西吴庄村、野王村和褚庄村。